# Clair Ysebaert
Clair Robert Ysebaert (Oudenaarde, 4 april 1950) is een Belgisch politicus voor Open Vld en voormalig voorzitter van het Liberaal Vlaams Verbond.

## Biografie
Ysebaert behaalde in 1972 een masterdiploma Diplomatie aan de Universiteit Gent.
Na een korte periode bij de VRT te hebben gewerkt, ging Ysebaert van 1974 tot 1977 aan de slag in het kabinet van de liberale minister van Nationale Opvoeding Herman De Croo (regering-Tindemans I, regering-Tindemans II en regering-Tindemans III). Toen de liberalen vervolgens in de oppositie belandden, ging Ysebaert aan de slag bij de Partij voor Vrijheid en Vooruitgang op de studiedienst en later als woordvoerder. Van 1985 tot 1989 werd Ysebaert kabinetschef van achtereenvolgens Frans Grootjans (regering-Martens V, toen Willy De Clercq vervangen werd als minister), Guy Verhofstadt (regering-Martens VI)en Ward Beysen (regering-Geens III). Naderhand nam hij meerdere bestuursfuncties op bij onder meer NMBS, SABENA en Het Laatste Nieuws. Van 2001 tot 2014 was hij voorzitter van de Raad van Bestuur van PMV. Sinds 2007 is hij bestuurder bij Crelan. Clair Ysebaert bleef al die tijd actief binnen Open Vld. Van 1988 tot 2001 was hij Algemeen Partijsecretaris van de partij en sinds 1992 is hij onafgebroken lid van het uitgebreide partijbestuur.
Eind 2019 kwam Clair Ysebaert in het nieuws toen uitlekte dat hij gesuggereerd had om de voorzittersverkiezing binnen Open Vld uit te stellen in functie van de lopende formatie.
Op 22 mei 2020 maakte Open Vld-voorzitter Egbert Lachaert bekend dat Ysebaert als toenmalig voorzitter van het Liberaal Vlaams Verbond voortaan ook deel zal nemen aan het wekelijks partijbestuur van de partij op maandag.
Ysebaert is tevens gekend als auteur van het Politiek zakboekje.